# 三極姫〜乱世、天下三分の計〜
『三極姫〜乱世、天下三分の計〜』（さんごくひめ らんせ、てんかさんぶんのけい）は、ユニコーン・エーのげーせん18より2010年12月17日に発売されたアダルトゲーム。

## 歴史
三極姫〜乱世、天下三分の計〜
2010年12月17日、PC版発売。
三極姫〜三国乱世・覇天の采配〜（さんごくらんせ・はてんのさいはい）
2011年12月22日、PlayStation Portable (PSP) 版がシステムソフト・アルファーより発売。一部のヒロインが再デザインされ、合戦の兵種に呪術兵が加わった。
三極姫〜戦煌の大火・暁の覇龍〜（せんこうのたいか・あかつきのはりゅう）
2012年7月19日、PlayStation 3 (PS3) 版がシステムソフト・アルファーより発売。新たに晋ルートを収録。ダウンロードコンテンツで『出撃!! 乙女たちの戦場』のキャラクターを武将として登場させられる。
三極姫〜乱世、天下三分の計〜新装版
2014年4月25日、PC版発売。シリーズ後続作品で発展したゲームシステムを組み込み直し、CGも改良されている。

## 概要
『三国志演義』を題材としたウォー・シミュレーションゲーム。歴史上は男性だった人物のうち40名以上が女性キャラクター化されて登場し、戦争での勝利だけでなくヒロインとの交流もゲームの目的になっている。
ゲームの内容は、アドベンチャーパートとシミュレーションパートを交互に繰り返し大陸制覇までの過程を追う「通常モード」と、任意の勢力を選んでシミュレーションに専念する「群雄モード」の2つがある。
合戦では、兵を率いる武将たちを操作して城の攻略や防衛を行う。戦闘の際に武将同士の一騎討ちが発生することがあり、ここでヒロイン武将を打ち負かすと衣服が破れる「脱衣カットイン」が表示される。

## 登場人物
声の出演はPC版 / 家庭用の順に表記。同じ場合は統一した。

### 主人公
銀河（ぎんが）
声 - 古河徹人
通常モードの主人公。姓名不詳の風来坊で、ただ字のみを名乗っている。彼の素性は選択したルートによって異なり、銀河が相当する人物を題材としたキャラクターはそのルートでは登場しなくなる。
魏ルートでは曹操に弟分として召し抱えられ、彼女を姉として慕う。曹操は銀河を従弟の曹純の兄・曹仁に仕立て上げ、素行の悪かった彼を鍛えなおすため手元に置いていると配下に説明している。
呉ルートでは孫堅の息子・孫策がその正体であり、出奔して各地を放浪していたが董卓討伐戦を機に帰参して父の跡を継ぐ。
蜀ルートでは親の顔すら知らず、首飾りを唯一の身元の手がかりとしていた。物語の中盤、旅先で生前の銀河の両親に出会っていたことを思い出した劉備によって趙雲の名が伝えられる。
晋ルートでは父・司馬懿に反発して生家を飛び出した司馬昭が正体だった。

### 魏
曹操 孟徳（そうそう もうとく）
声 - 桜川未央 / 小林眞紀
乱世を治めようと覇道を歩む少女。
家庭版では貧乳であることを内心ではかなり気にしており、許猪にそれを指摘されて取っ組み合いの大喧嘩になる寸前までいったほど。
典韋（てんい）
声 - 青葉りんご
曹操の護衛。恋愛には奥手。
許猪 仲康（きょちょ ちゅうこう）
声 - 藤森ゆき奈
典韋に見出されて魏軍に加わった野生児。
夏侯淵 妙才（かこうえん みょうさい）
声 - 杉原茉莉 / 水口まつり
夏侯惇の妹。議論を嫌い体を動かすことを好む。
夏侯惇 元譲（かこうとん げんじょう）
声 - 瀬路啓維
曹操の右腕として活躍する魏の宿将。
曹仁 子孝（そうじん しこう）
声 - 小林眞紀
曹操の妹分。猪突猛進型。
徐晃 公明（じょこう こうめい）
声 - 澤宮菜穂
不敗将軍と呼ばれるクールな武将。
于禁 文則（うきん ぶんそく）
声 - 小次狼 / 桜木章人
明るいがやや礼儀に欠ける武人。
楽進 文謙（がくしん ぶんけん）
声 - 狛乃ハルコ / 鈴木はるこ
寡黙でまじめな武将。
程昱 仲徳（ていいく ちゅうとく）
声 - 小次狼 / 桜木章人
魏の軍師の最高齢でまとめ役。
郭嘉 奉孝（かくか ほうこう）
声 - 東かりん / 平山縁
人見知りの幼い軍師。
荀攸 公達（じゅんゆう こうたつ）
声 - 藤森ゆき奈
荀彧の双子の姉。用心深い軍師。
荀彧 文若（じゅんいく ぶんじゃく）
声 - 藤森ゆき奈
荀攸の双子の妹。活発な軍師。
李典 曼成（りてん まんせい）
声 - 瀬路啓維
皮肉屋の発明家。
張遼 文遠（ちょうりょう ぶんえん）
声 - 一色ヒカル / 伊藤葉純
童顔だが勇猛な騎馬武者。夏侯惇をもしのぐ魏軍最強の将。

### 呉
孫権 仲謀（そんけん ちゅうぼう）
声 - 東かりん / 平山縁
呉の後継者である明るく活発な少女。
呉ルートでは兄の銀河に肉親を越えた愛情を抱いており苦悩する。
呂蒙 子明（りょもう しめい）
声 - 歌織 / 富山あかり
かつては武辺者だったが努力して智謀も身につけた名将。
周瑜 公瑾（しゅうゆ こうきん）
声 - ますおかゆうじ / 雪野梨沙
孫策を支える親友。
PC版では男性だったが、家庭用では男装の麗人へと変更され、呉ルートでのみ、（後に判明する事だが）本当に女性となる。
孫策 伯符（そんさく はくふ）
声 - 伊藤葉純
孫権の姉。衝動的な性格で周瑜を振り回す。
孫堅 文台（そんけん ぶんだい）
声 - 酒井相一郎
呉の当主。袁術の配下という立場を強いられている。
陸遜 伯言（りくそん はくげん）
声 - 猪鹿ちよ / 青葉りんご
頭脳明晰な武将だが、体はまだ鍛えている最中。
程普 徳謀（ていふ とくぼう）
声 - 蘭丸 / 酒井相一郎
呉の四天王の筆頭。
韓当 義公（かんとう ぎこう）
声 - 滝沢アツヤ / 大羽武士
呉の四天王の1人。短気な性格。
祖茂 大栄（そも たいえい）
声 - 真木将人 / 伊藤栄次
呉の四天王の1人。明るく朗らかな性格。
甘寧 興覇（かんねい こうは）
声 - 上田朱音
鈴の音で知られる自由奔放な河賊。
太史慈 子義（たいしじ しぎ）
声 - 香澄りょう / 高城みつ
劉繇の配下。義理堅い性格。
凌統 公績（りょうとう こうせき）
声 - 瀬路啓維
生真面目な若者。
黄蓋 公覆（おうがい こうふく）
声 - 宮脇政道
呉の四天王の1人。武勇は4人の中で随一とされる。
周泰 幼平（しゅうたい ようへい）
声 - 杉原茉莉 / 水口まつり
実直な武将。孫権の姉貴分。
小喬（しょうきょう）
声 - 倉田まりや
美人姉妹として名高い「江東の二喬」の妹。と見せかけて実は男の娘。
大喬（だいきょう）
声 - 水純なな歩 / 澤宮菜穂
美人姉妹として名高い「江東の二喬」の姉。とてもおおらか。

### 蜀
関羽　雲長（かんう うんちょう）
声 - 青葉りんご
劉備配下の最強の武人。気高くやさしい。
趙雲 子龍（ちょううん しりゅう）
声 - 高城みつ
仕えるべき相手を探して放浪する武人。
諸葛亮 孔明（しょかつりょう こうめい）
声 - 桜川未央 / 小林眞紀
底知れない智謀の軍師。見た目は幼い少女だが、正体は長い時を生きた猫の化身。
張飛 翼徳（ちょうひ よくとく）
声 - 高槻つばさ / 雪野梨沙
無口な猛者。関羽を姉と慕う。
劉備 玄徳（りょうび げんとく）
声 - 胸肩腎 / 山本兼平
飄々としてとらえどころのない男。人を惹きつけてやまない。
黄忠 漢升（こうちゅう かんしょう）
声 - 歌織 / 宮沢ゆあな
凄腕の射手。PC版では韓玄の配下で、無駄な殺戮を好まないため主から疑われる。家庭用では劉表の配下で、色気を振りまきつつ容赦をしない冷徹さを見せる。
徐庶 元直（じょしょ げんちょく）
声 - 小次狼 / 桜木章人
鳳統の弟子だったが脱落して喧嘩に明け暮れていた。今は更生しているが軍師としての素養は疑われている。幼女好き。
鳳統 士元（ほうとう しげん）
声 - 越雪光 / 小林範雄
隠棲している名高い軍師。
法正 孝直（ほうせい こうちょく）
声 - 来栖川勇 / 片桐勇介
劉璋の軍師。やる気のない風を装いながら劉備を監視する。
魏延 文長（ぎえん ぶんちょう）
声 - 島眞閑
見た目からして野盗のような男。黄忠には頭が上がらない。
馬謖 幼常（ばしょく ようじょう）
声 - 上田朱音
諸葛亮の弟子。いたずら好きの少女。
王平 子均（おうへい しきん）
声 - 越雪光 / 小林範雄
歴戦の武将。本人も知らない間にどこか危険を楽しんでいる。
姜維 伯約（きょうい はくやく）
声 - 金田まひる / 梶田夕貴
諸葛亮の弟子。まだ師匠に頼る癖がある。
馬岱（ばたい）
声 - 宮中太一 / 川辺俊介
武者修行のため西涼から出てきた若者。
厳顔（げんがん）
声 - 滝沢アツヤ / 大羽武士
劉璋配下の老将。しばしば熊にたとえられる。
阿斗（あと）
声 - 草柳順子 / 中田順子
劉備の娘。読書好きの少女。
蜀ルートでは戦死した父の跡を継いで2代目劉備を名乗る。

### 晋
司馬懿 仲達（しばい ちゅうたつ）
声 - 或振奴緋一紅九
曹操の軍師だが、主に裏で暗躍する。野心家で味方や肉親にすら容赦はしない。
鄧艾 士載（とうがい しさい）
声 - 橘志穂
司馬懿の腹心。寡黙で戦うことしか知らない。
司馬師 子元（しばし しげん）
声 - 中田順子
司馬懿の娘で司馬昭銀河の姉。病弱なため成長が止まっている。たおやかな見た目に反して才気は底知れない。
王元姫（おうげんき）
声 - 藤森ゆき奈
司馬昭銀河の許婚。彼を愛するあまりストーカーまがいの行為を働くヤンデレ。

### その他
袁紹 本初（えんしょう ほんしょ）
声 - 金田まひる / 梶田夕貴
名門・袁家の当主。わがままで派手好きだが名声に恥じない器量を備えている。
戦で散った兵士や将達を内心では悼んでおり、戦を無くすためには自分が中国全土を統一しなければならないという悲壮な真意を持っている。
顔良（がんりょう）
声 - 或振奴緋一紅九
袁紹の忠臣。
文醜（ぶんしゅう）
声 - 小友わかば / 鴨ノ宮ゆう
袁紹の忠臣。女性だが中年でありヒロインキャラクターではない。
田豊 元皓（でんほう げんほう）
声 - 草柳順子 / 中田順子
袁紹の軍師。心配性で慎重な性格。シールド掘削機のような攻城兵器を駆る。
張袷 儁乂（ちょうこう しゅんがい）
声 - 宮沢ゆあな
袁紹の配下。実力は高いが臆病で逃げることばかり考えている。
晋ルートでは玉璽の危険性を知る重要人物として登場する。
袁術 公路（えんじゅつ こうろ）
声 - 梶田夕貴
袁紹の妹だが仲はよくない。呉を支配下に置く横柄な少女。加えて自分では歩かず車輪つきの椅子に乗って移動するほどの極度の面倒臭がり。
呉ルートでは倒すべき最初の相手であり、後に姉と共同戦線を張るイベントが発生する。
紀霊（きれい）
声 - 富山あかり
袁術の側近。
董卓 仲穎（とうたく ちゅうえい）
声 - 島眞閑
黄巾党討伐のため涼州から現れた将。漢王朝腐敗の原因だった宦官を一掃するが暴政に手を染める。才の無い者を徹底的に排除する能力主義者で、実は妹すら切り捨てている。その真意は天下を得ることにはなく、呂布を呼び出すための振る舞いだった。
董白（とうはく）
声 - 鈴木はるこ
董卓の妹。性格は兄とは全くの正反対で心優しいが、恐ろしく不器用で武将としての才は全く無い。世間知らずな上に人を信じて疑わず、話を簡単に鵜呑みにしてしまうため、兄に切り捨てられていたことに全く気付いていなかった。その性格ゆえに李儒に焚きつけられ、兄の跡を継ごうとする。
華雄（かゆう）
声 - 高槻つばさ / 雪野梨沙
董卓配下の猛将だが銀河に敗れる。その後、どのルートでも彼の下に流れてくる。素顔はまだあどけない少女だが、その姿に似つかわしくないほどの大剣を巧みに操る。
李儒（りじゅ）
声 - 風見トーリ / 石川弘則
董卓の軍師。冷酷残忍かつ酷薄な性格で、主の死後はその妹の董白を祭り上げて実権を握ろうとする。常に笑顔を浮かべているが、その裏にはいかに他者を利用し、陥れて手玉に取るかの計算を巡らせている。
呂布 奉先（りょふ ほうせん）
声 - 一色ヒカル / 伊藤葉純
世が乱れると現れるという最強の武人。善悪は問わず力のみを是とする。蜀ルート以外で仲間になり、攻略が可能。
蜀ルートでは玉璽を破壊し得る存在として戦乱の黒幕である仙人たちから恐れられていたが、司馬懿に囚われ玉璽と融合させられる。
高順（こうじゅん）
声 - 中家志穂 / 橘志穂
「陥陣営」と呼ばれる部隊を率いる傭兵。
陳宮 公台（ちんきゅう こうだい）
声 - 島眞閑
素顔を隠した謎の軍師。呂布に仕える。
馬騰 寿成（ばとう じゅせい）
声 - 滝沢アツヤ / 大羽武士
涼州の将。周辺の騎馬民族からも信用される誠実な男。
馬超 孟起（ばちょう もうき）
声 - 猪鹿ちよ
馬騰の娘。「神威将軍」と呼ばれる荒武者で、乱の中に生きることを旨とする。
鳳徳 令明（ほうとく れいめい）
声 - 香澄りょう / 高城みつ
馬騰の配下で馬超の教育係。
韓遂 文約（かんすい ぶんやく）
声 - 越雪光 / 小林範雄
涼州の将。馬騰の友人だが喧嘩も多い。
賈駆 文和（かく ぶんわ）
声 - 草柳順子 / 中田順子
張繡の軍師。何を考えているのかさっぱりわからない。
孟獲（もうかく）
声 - 倉田まりや
南蛮王を名乗る異民族の首長。わがままで気まま。
兀突骨（ごつとつこつ）
声 - 狛乃ハルコ
南蛮象の王。見た目ダンボールのような「兀突骨アーマー」を装着している。人語を解するが、人間側は（南蛮族であっても）象語はわからない。
公孫讃 伯珪（こうそんさん はくけい）
声 - 中屋志穂 / 橘志穂
白馬将軍と呼ばれる北平の太守。誇り高いお嬢様。
張角（ちょうかく）
声 - 片岡一郎
黄巾の乱を引き起こした太平道の教祖。
張魯 公祺（ちょうろ こうき）
声 - 猪鹿ちよ
若くして五斗米道の教祖を務める少女。稲作の技術に秀でる。
張繡（ちょうしゅう）
声 - 宮中太一 / 川辺俊介
荊州の将。気弱で優柔不断な青年。賈駆との凸凹コンビで何とか領地を切り盛りしている。
劉表 景升（りゅうひょう けいしょう）
声 - 真木将人 / 伊藤栄次
荊州の将。狡猾で、狙われやすい領地を巧みに守り抜いてきた。病に冒されている。
劉璋 李玉（りゅうしょう りぎょく）
声 - 片岡一郎
益州の将。世渡りがうまく、劉備を保護しつつ便利に使っている。
偽の呂布
声 - 増田雄市
仮面をつけた大男。元は董卓に拾われた野生児で、最強の武将に仕立て上げられるが突如として現れた本物の呂布に一蹴される。
蜀ルートでのみ仲間に出来る。蜀ルートでは村娘の貂蝉に救われて生き延び、その村を守るために新たな仮面をつけて再起するも戦で村が滅んでしまう。乱世への復讐として蜀に帰順し、仙人に操られた呂布と再度対峙する。
謎の少女
声 - 猪鹿ちよ
司馬懿が保護した身寄りのない少女。その正体は仙人たちが創造した人型の玉璽で、帝王の魂を取り込む器となるものだった。

## 漫画
副題のない『三極姫』のタイトルで、内容はゲーム版の蜀ルートを元にしている。作画はごばん。原作はシステムソフト・アルファーの名義。当初はウェブコミック誌『FlexComixネクスト』で配信されていたが、企業買収と配信サイトの統合に伴い『COMIC メテオ』へと移籍した。
単行本は全3巻でほるぷ出版より刊行。第1巻はFlex Comixブランドだったが、前述の移籍により第2巻からはメテオCOMICSになった。
書誌情報
1. 2012年5月。ISBN 978-4593856923
2. 2012年12月。ISBN 978-4593857166
3. 2014年3月。ISBN 978-4593857715